# Pedro de Deza
Pedro de Deza, född 26 mars 1520 i Sevilla, död 27 augusti 1600 i Rom, var en italiensk kardinal och biskop. Han var kardinalprotopräst från 1598 till 1600.

## Biografi
Pedro de Deza var son till Antonio de Deza och Beatriz de Guzmán. Han studerade vid Salamancas universitet, där han senare kom att undervisa i rättsvetenskap. Deza var för en tid auditör vid spanska inkvisitionen.
Den 21 februari 1578 upphöjde påve Gregorius XIII Deza till kardinal; han erhöll titelkyrkan San Ciriaco alle Terme Diocleziane den 22 juni 1580. I april 1600 upphöjdes han till kardinalbiskop av Albano. Han biskopsvigdes av påve Clemens VIII i Peterskyrkan i juni samma år; påven assisterades vid detta tillfälle av kardinalerna Domenico Pinelli och Camillo Borghese. Kardinal Deza kom att delta i sammanlagt fem konklaver.
Omkring år 1590 införskaffade kardinal Deza ett palats av monsignor Tommaso del Giglio; detta palats hade uppförts åren 1560–1565 efter ritningar av Vignola. Palatset tillbyggdes av Martino Longhi den yngre och såldes år 1605 till familjen Borghese. Ytterligare om- och tillbyggnader genomfördes av Flaminio Ponzio på uppdrag av kardinalen och konstmecenaten Scipione Borghese; palatset kom därefter att heta Palazzo Borghese.
Pedro de Deza avled i Rom år 1600.

## Konklaver
Kardinal Deza deltog i fem konklaver.
| Konklav               | Vald påve      |
| --------------------- | -------------- |
| 1585                  | Sixtus V       |
| september 1590        | Urban VII      |
| oktober–december 1590 | Gregorius XIV  |
| 1591                  | Innocentius IX |
| 1592                  | Clemens VIII   |

## Bilder

Kardinal Dezas titelkyrkor
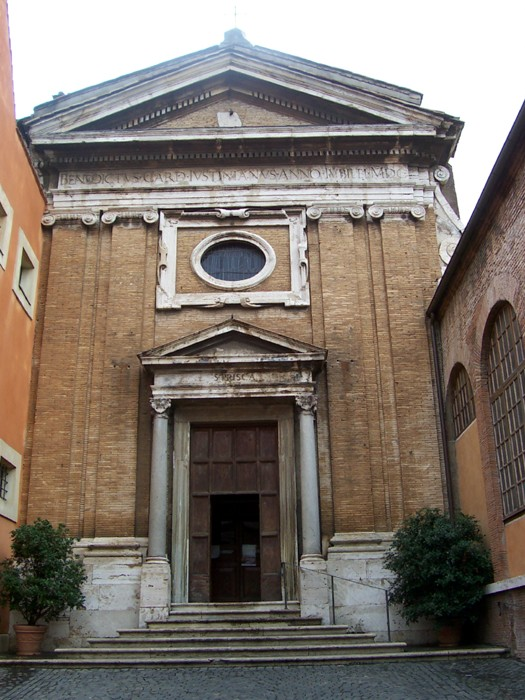
Santa Prisca.
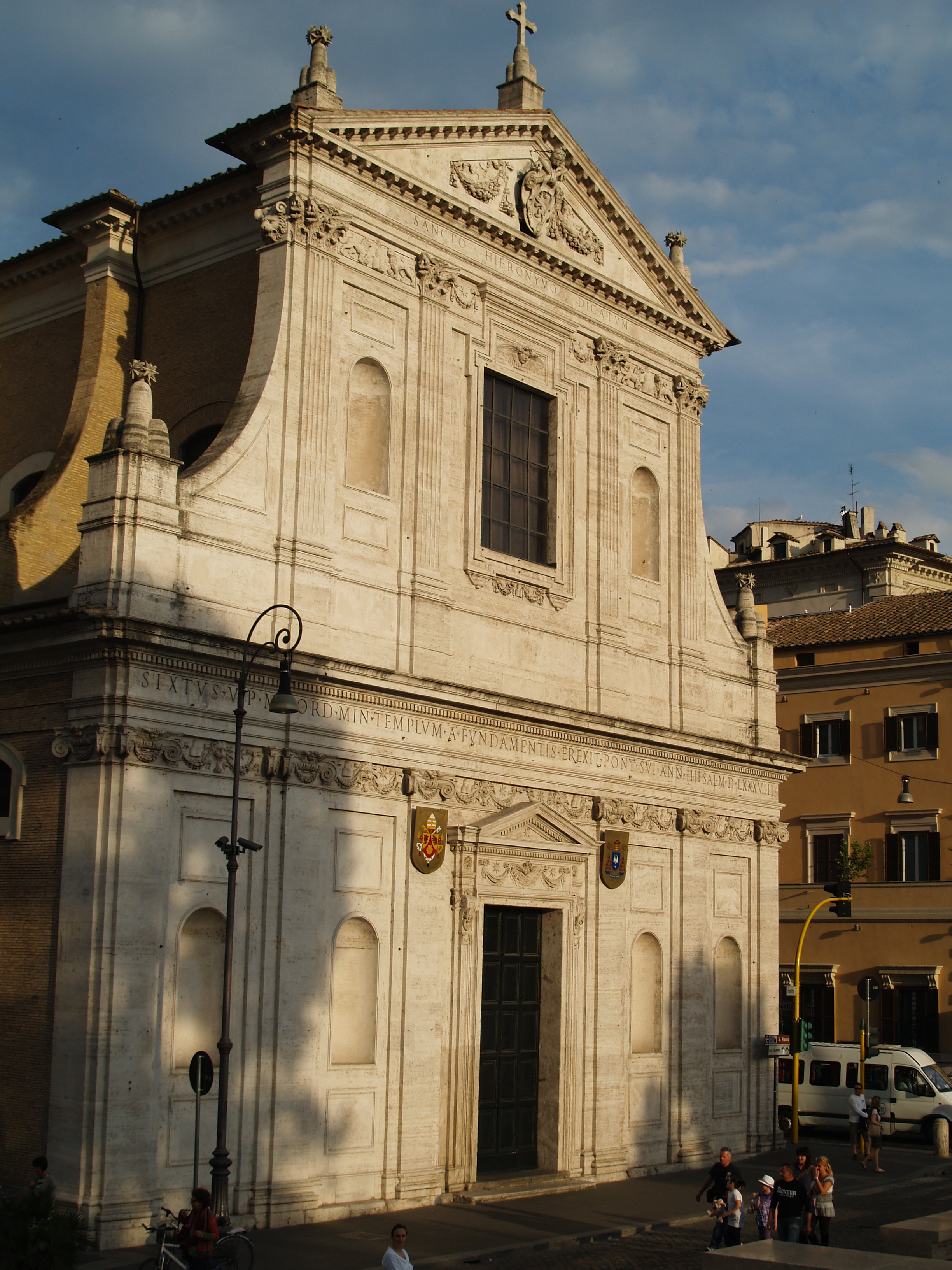
San Girolamo dei Croati.
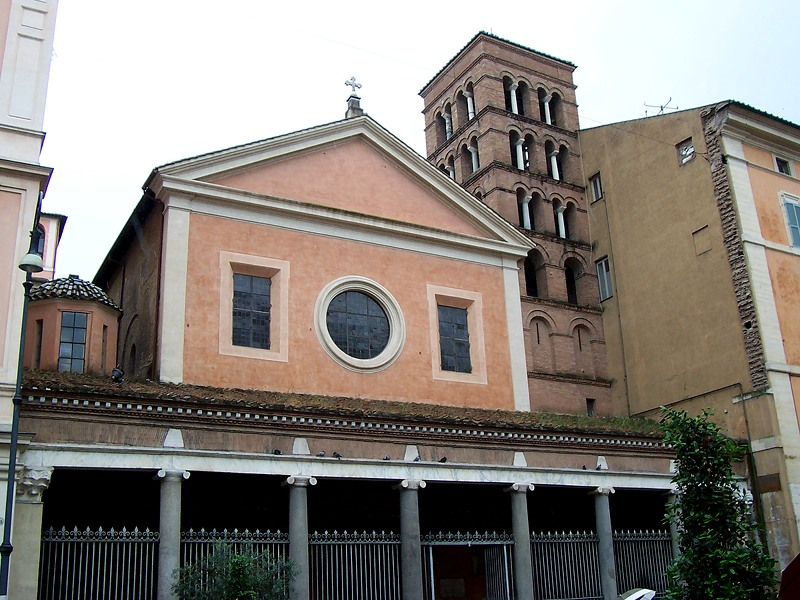
San Lorenzo in Lucina.